# Ranunculus grandiflorus
Ranunculus grandiflorus är en ranunkelväxtart som beskrevs av Carl von Linné. Ranunculus grandiflorus ingår i släktet ranunkler, och familjen ranunkelväxter. Inga underarter finns listade i Catalogue of Life.